# Ла-Шапель (Арденны)
Ла-Шапе́ль (фр. La Chapelle) — коммуна во Франции, находится в регионе Шампань — Арденны. Департамент — Арденны. Входит в состав кантона Северный Седан. Округ коммуны — Седан.
Код INSEE коммуны 08101.
Коммуна расположена приблизительно в 220 км к северо-востоку от Парижа, в 100 км северо-восточнее Шалон-ан-Шампани, в 22 км к востоку от Шарлевиль-Мезьера.

## История
С 1560 по 1642 год Ла-Шапель входила в состав Седанского княжества. Во время Великой французской революции Ла-Шапель носила название Бель-Эр-о-Буа (фр. Bel-Air-aux-Bois).

## Население
Население коммуны на 2008 год составляло 164 человека.
| 1962 | 1968 | 1975 | 1982 | 1990 | 1999 | 2008 |
| ---- | ---- | ---- | ---- | ---- | ---- | ---- |
| 123  | 124  | 99   | 116  | 145  | 156  | 164  |

## Экономика
В 2007 году среди 111 человек в трудоспособном возрасте (15-64 лет) 78 были экономически активными, 33 — неактивными (показатель активности — 70,3 %, в 1999 году было 72,9 %). Из 78 активных работали 70 человек (38 мужчин и 32 женщины), безработных было 8 (5 мужчин и 3 женщины). Среди 33 неактивных 5 человек были учениками или студентами, 19 — пенсионерами, 9 были неактивными по другим причинам.

## Фотогалерея

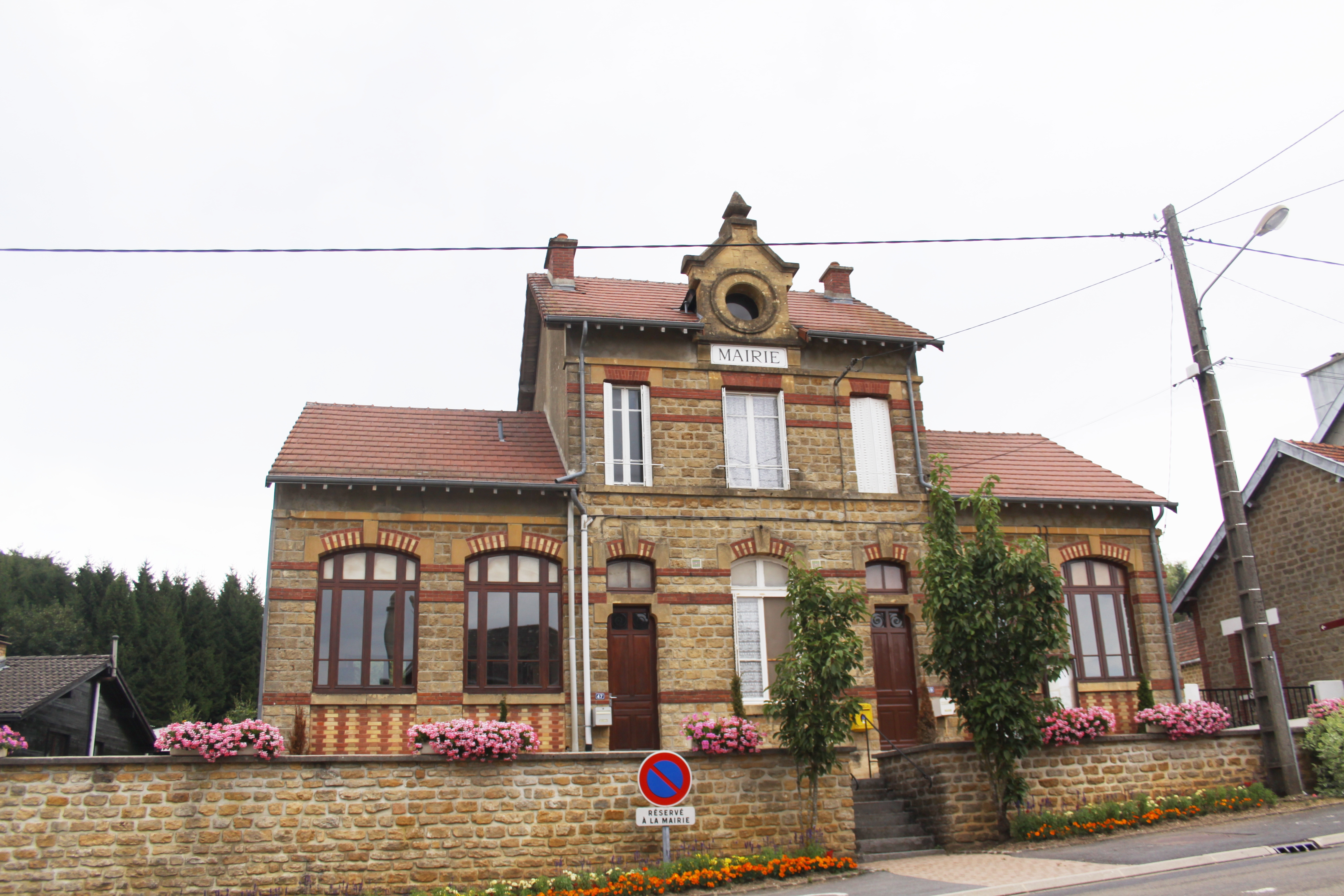
Мэрия
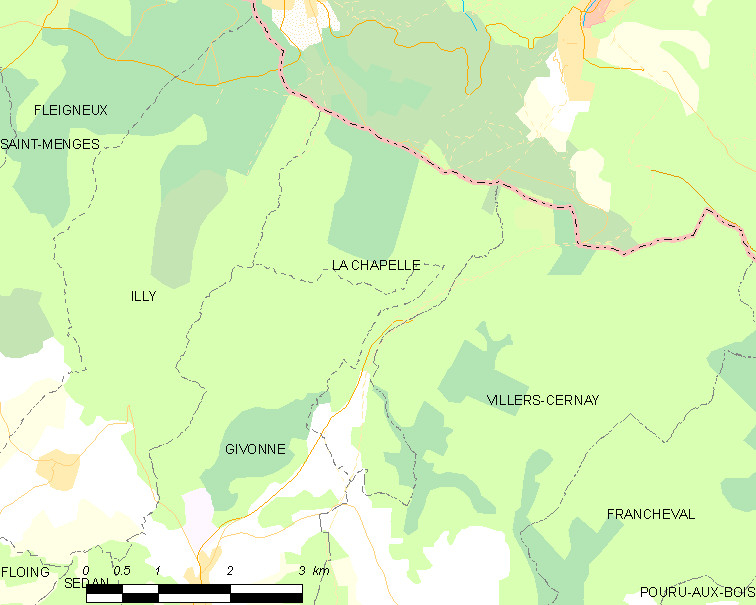
Карта коммуны